# Pseudomonas putida
Pseudomonas putida – Gram-ujemna bakteria z rodzaju Pseudomonas.
Wytwarza m.in. piowerdyny będące elicytorem odporności wielu roślin.

## Pierwszy opatentowany organizm żywy w historii
Na przełomie lat 70. i 80. jeden z naukowców pracujących dla General Electric, Ananda Mohan Chakrabarty, za pomocą inżynierii genetycznej umożliwił temu gatunkowi rozkład ropopochodnych węglowodorów.
Po zakwestiowaniu jego patentu twórca udowodnił przed Sądem Najwyższym Stanów Zjednoczonych, że żywy organizm z tak zmienionym metabolizmem jest efektem „ludzkiej pomysłowości” i może zostać opatentowany.
Jego wygrana w sprawie Diamond v. Chakrabarty była precedensowa, a stworzony przez niego podgatunek  stał się pierwszym w historii opatentowanym organizmem.